# Albert Barnes Steinberger
Albert Barnes Steinberger (ur. 1840, zm. 1894) – samoański polityk. Pierwszy premier Samoa od 22 maja 1875 do 8 lutego 1876, bezpartyjny.